# Windows Intéző
A Windows Intéző (angolul Windows Explorer) a Microsoft Windows modernebb változataiban megtalálható alkalmazás a fájl- és mappalistázás, valamint -információ megjelenítésére. A Windows Intéző, mely eredetileg tökéletesen elkülönült az Internet Explorer webböngészőtől, a Windows 95-ben jelent meg először, a régi Windows fájlkezelő lecserélésével. A fájlkezelésen kívül a Windows Intéző irányítja a Windows Start menüjéhez tartozó funkciókat (például Futtatás). A Windows Intéző ezenkívül a Windows keresőszolgáltatását és a fájltípus-hozzárendeléseket is vezérli (mely a fájlkiterjesztéseken alapszik).